# Eventually (Paul Westerberg)
Eventually è il secondo album da solista del cantautore e musicista statunitense Paul Westerberg, pubblicato nel 1996.

## Tracce
1. These Are the Days – 3:58
2. Century – 4:35
3. Love Untold – 4:16
4. Ain't Got Me – 3:25
5. You've Had It with You – 3:11
6. MamaDaddyDid – 2:57
7. Hide n Seekin' – 3:06
8. Once Around the Weekend – 3:56
9. Trumpet Clip – 3:17
10. Angels Walk – 3:22
11. Good Day – 4:19
12. Time Flies Tomorrow – 4:33